# Afusellament de Torrijos i els seus companys
L'Afusellament de Torrijos i els seus companys, titulat originalment en castellà Fusilamiento de Torrijos y sus compañeros en las playas de Málaga, és una obra d'Antoni Gisbert pintada a l'oli sobre llenç. El quadre està datat entre els anys 1887 i 1888 i actualment es conserva en el Museu del Prado de Madrid. L’Afusellament de Torrijos i els seus companys és considerat com una de les obres cabdals de la pintura històrica espanyola del segle xix. El quadre va ser encarregat pel govern de Práxedes Mateo Sagasta, durant la regència de Maria Cristina d'Habsburg-Lorena, amb la intenció que servís a les generacions posteriors de recordatori i exemple de la dificultat que a vegades resulta la lluita per la llibertat. El quadre va ser regentat en el Museu d'Art Modern de Madrid fins que el 1971 va ser traspassat al Museu del Prado juntament amb la resta d'obres vuitcentistes del museu.

## Context i composició
José María de Torrijos y Uriarte, conegut també com a general Torrijos, va ser un militar i polític espanyol recordat sobretot per la seva aferrissada lluita contra l'absolutisme que volia imposar Ferran VII d'Espanya, fet que li va costar a Torrijos la presó i l'exili. Destacat militar que va arribar a ser capità general de València, mariscal de camp i ministre de la Guerra durant el Trienni Liberal (1820-1823), Torrijos va preparar el pronunciament de Torrijos des del seu exili a Anglaterra (1824-1830). El 2 de desembre de 1831, al costat de seixanta membres afins, va desembarcar a les platges de Màlaga procedent de Gibraltar. Allà va ser traït pel governador Vicente Moreno González, que li havia promès el seu suport, i van ser capturats per les tropes absolutistes. Vuit dies més tard, l'11 de desembre i sense judici previ, Torrijos va ser afusellat al costat de quaranta-vuit dels seus companys a les platges de Màlaga.
En l'obra, els reus estan alineats i amb les mans lligades, mentre uns frares malden per embenar-los els ulls i tracten d'oferir als condemnats un darrer consol. Darrere seu l'escamot d'afusellament, espera ordres mentre que en primer pla, en el sòl, jeuen ja morts alguns homes en un detall clarament similar als fusilamientos goyescos.
Torrijos es troba en el vèrtex de la composició i destaca lleugerament sobre la resta de personatges. A la seva esquerra, agafant la seva mà, es troba un home ancià, Francisco Fernández Golfín, exministre de la Guerra, i a la dreta, amb la mà també agafada, Flores Calderón, vestit amb una levita clara. A la dreta d'aquest últim es troben el coronel López Pinto, l'oficial anglès Robert Boyd i Francisco Borja Pardio.
L'obra és d'una composició senzilla però efectista i realitzada amb un dibuix cru i ferm que s'ajusta als més purs cànons acadèmics. L'enquadrament es mostra gairebé com el d'una fotografia, una instantània captada al moment, com demostra el fet de deixar fora del marc alguns dels cossos caiguts. Els colors, freds i apagats, transmeten sensació de tristesa tant pel temps meteorològic com pel luctuós succés.
És també destacable el mestratge de Gisbert per plasmar en els rostres i gestos dels condemnats tot tipus d'emocions diferents: resignació, por, valentia, desafiament, entre d'altres.